# Bataille de Tamassi
Guerre civile tchadienne
Batailles
- Adré
- Borota
- 1re N'Djaména
- Abou Goulem
- Massakory
- Massaguet
- 2de N'Djaména
- Am Zoer
- Am Dam
- Tamassi

La bataille de Tamassi eut lieu du 24 au 26 avril 2010 à Tamassi, durant la guerre civile tchadienne.

## Contexte
En 2005, le président Idriss Déby modifia la constitution pour pouvoir se présenter à un troisième mandat présidentiel, ce qui provoqua des désertions en masse au sein de l'armée. Déby fut contraint de dissoudre sa garde présidentielle et de former de nouvelles forces d'élite. Son pouvoir faiblit et plusieurs groupes armés d'opposition se formèrent. Le Rassemblement des forces démocratiques vit le jour en août 2005 et le Socle pour le changement, l'unité et la démocratie deux mois plus tard. Quelque temps plus tard, ils rejoignirent six autres groupes pour former le Front Uni pour le Changement Démocratique puis renommer en Forces unies pour le changement.